# Johnny Bur
Johnny Just Bur (ur. 5 czerwca 1995) – francuski zapaśnik startujący w obu stylach. Zajął dwunaste miejsce na mistrzostwach świata w 2023. 
Ósmy na mistrzostwach Europy w 2018. Czternasty w indywidualnym Pucharze Świata w 2020. Piąty na igrzyskach śródziemnomorskich w 2022. Drugi na ME U-23 w 2018. 
Mistrz Francji w 2023 i 2024; drugi w 2021; trzeci w 2018 i 2022 roku.